# Kwangen
Kwangen is een bestuurslaag in het regentschap Sragen van de provincie Midden-Java, Indonesië. Kwangen telt 3665 inwoners (volkstelling 2010).